# Antonio Benevoli
Antonio Benevoli (Preci, 1685 – Firenze, 1758) è stato un medico italiano, archiatra pontificio.

## Biografia
Discendente da una delle dinastie dei medici preciani (dal paese della Valnerina: Preci), si trasferì ben presto a Firenze dove ultimò i suoi studi e perfezionò la sua arte, già sperimentata a Perugia.
Era specializzato nella cura degli occhi e nelle amputazioni degli arti, a Bologna operò il cardinale Michelangelo Conti rimuovendogli le cataratte che lo affliggevano.
Salito al soglio pontificio, Papa Innocenzo XIII lo nominò, per breve periodo, suo archiatra.